# 部分等長作用素
数学の函数解析学の分野にあらわれる部分等長作用素（ぶぶんとうちょうさようそ、英: partial isometry）とは、ヒルベルト空間 H から K への線型作用素で、その核の直交補空間への制限が等長であるような作用素 W のことを言う。そのような核の直交補空間のことを W の初期部分空間（initial subspace）と言い、その値域のことを W の最終部分空間（final subspace）と言う。
H 上の任意のユニタリ作用素は、初期部分空間と最終部分空間がすべて H に含まれるような部分等長作用素である。
部分等長作用素の概念には、異なる同値な定義の仕方が存在する。U をあるヒルベルト空間 H の閉部分集合 H1 上で定義される等長作用素としたとき、U の H すべてへの拡張 W を、H1 の直交補空間上ではゼロとなるようなものとして定義することが出来る。したがって部分等長作用素は、しばしば等長作用素によって閉作用素として定義される。
部分等長作用素はまた、W W* あるいは W* W が射影であるようなものとして特徴付けられる。この場合、W W* および W* W のいずれもが射影となる（もちろん、直交射影は自己共役であるため、各直交射影は部分等長である）。このことより、任意のC*-環における部分等長作用素を以下のように定義出来る：
A をある C*-環とする。A のある元 W が部分等長であるための必要十分条件は、W W* あるいは W* W が A 内の射影（自己共役な冪等）であることである。この場合、W W* および W* W のいずれもが射影となり、
1. W*W は W の初期射影（initial projection）と呼ばれ、
2. W W* は W の最終射影（final projection）と呼ばれる。

A が作用素環であるとき、これらの射影の値域はそれぞれ W の初期部分空間および最終部分空間となる。
部分等長作用素が、次の等式によって特徴付けられることを示すことは難しくない。
{\displaystyle W=WW^{*}W.}
片方がある部分等長作用素の初期射影で、もう片方が同じ部分等長作用素の最終射影であるような射影のペアは、同値（equivalent）であると言われる。これらには実際、同値関係が成立し、それらは C*-環に対するK理論や、フォン・ノイマン環における射影のマレー＝フォン・ノイマン理論において重要な役割を果たす。
部分等長作用素（および射影）は、より抽象的な対合を備える半群の理論においても定義される。その定義はこの記事で述べたものと合致するものである。

## 例
例えば、二次元複素ヒルベルト空間 C2 内の行列
{\displaystyle {\begin{bmatrix}0&1\\0&0\end{bmatrix}}}
は部分等長作用素であり、その初期部分空間は
{\displaystyle \{0\}\oplus \mathbb {C} \subseteq \mathbb {C} \oplus \mathbb {C} }
で、最終部分空間は
{\displaystyle \mathbb {C} \oplus \{0\}}
となる。